# Карабулак (Степногорська міська адміністрація)
Карабула́к (каз. Қарабұлақ) — село у складі Степногорської міської адміністрації Акмолинської області Казахстану. Адміністративний центр та єдиний населений пункт Карабулацької сільської адміністрації.
Населення — 1123 особи (2021; 1188 у 2009, 1199 у 1999, 1646 у 1989).
Національний склад станом на 1989 рік:
- казахи — 45 %;
- росіяни — 28 %.